# 卡斯特罗诺沃-迪圣安德烈亚
卡斯特罗诺沃-迪圣安德烈亚（義大利語：Castronuovo di Sant'Andrea）是意大利波坦察省的一个市镇。总面积46平方公里，人口1229人，人口密度26.7人/平方公里（2009年）。ISTAT代码为076026。